# Dele Charley
Raymond Caleb Ayodele "Dele" Charley (Freetown, Sierra Leona, 27 de marzo de 1948 - Freetown, 8 de mayo de 1993) fue un escritor en krio e inglés de Sierra Leona.
Se educó en Freetown y Londres y trabajó para el ministerio de Educación. 

## Obra
- Petikot Kohna, 1982 (teatro)
- Fatmata, 1983 (teatro)